# Фтивазид
Фтивази́д — синтетичний протитуберкульозний засіб для прийому всередину, що є похідним гідразиду ізонікотинової кислоти.

## Фармакологічні властивості
Фтивазид — синтетичний протитуберкульозний препарат, що є похідним ізонікотинової кислоти. Препарат має бактерицидну дію, що зумовлена порушенням синтезу міколієвих кислот, синтезу фосфоліпідів та синтезу ДНК і РНК. Фтивазид має вибіркову дію до туберкульозної палички, до інших мікроорганізмів препарат неактивний. Застосовується виключно в складі комплексної терапії у зв'язку з швидким розвитком стійкості мікобактерій до препарату при монотерапії.

### Фармакокінетика
Фтивазид швидко всмоктується при прийомі всередину, максимальна концентрація в крові досягається протягом 1-2 годин. Препарат створює високі концентрації в більшості тканин та рідин організму. Фтивазид проходить через гематоенцефалічний бар'єр. Препарат проходить через плацентарний бар'єр та виділяється в грудне молоко. Метаболізується фтивазид в печінці. Виділяється препарат з організму переважно з сечею у вигляді активних метаболітів, частково виводиться з калом. Період напіввиведення складає 2-5 годин, при нирковій недостатності цей час може збільшуватись.

## Показання до застосування
Фтивазид застосовуються при активному туберкульозі усіх форм у складі комплексної терапії.

## Побічна дія
Фтивазид є менш токсичним, ніж ізоніазид, і побічні ефекти при його застосуванні спостерігають рідше. При застосуванні фтивазиду можливі наступні побічні ефекти:
- Алергічні реакції — частіше спостерігаються (більше 1 % випадків застосування) висипання на шкірі, гарячка.
- З боку травної системи — частіше (більше 1 % випадків) нудота, блювання, сухість в роті, біль в животі; рідко токсичний гепатит.
- З боку нервової системи — головний біль, сонливість, ейфорія, запаморочення; рідко спостерігають периферичні неврити, неврит зорового нерва, депресія, психоз; у хворих на епілепсію можливо почастішання приступів судом.
- З боку серцево-судинної системи — частіше (більше 1 % випадків) біль в грудній клітці; рідше підвищена кровоточивість.
- Ендокринні порушення — рідко гінекомастія в чоловіків, меноррагія в жінок.

## Протипокази
Фтивазид протипоказаний при стенокардії, вадах серця, захворюваннях нирок нетуберкульозної природи з нирковою недостатністю, при підвищеній чутливості до препарату, алкоголізмі, психічних захворюваннях, під час годування грудьми. З обережністю застосовують при вагітності.

## Форми випуску
Фтивазид випускається у вигляді таблеток по 0,1, 0,3 та 0,5 г.